# Olimpiada szachowa 2006
| 37. Olimpiada szachowa Turyn 2006 |
|                                   |
| 2004 2008                         |

37. Olimpiada szachowa 2006 (zarówno w konkurencji kobiet, jak i mężczyzn) rozegrana została w Turynie w dniach 20 maja – 4 czerwca 2006 roku.

## Olimpiada szachowa mężczyzn
Wyniki końcowe (148 drużyn, system szwajcarski, 13 rund).
| Miejsce | Kraj              | Punkty |
| ------- | ----------------- | ------ |
| 1       | Armenia           | 36     |
| 2       | Chiny             | 34     |
| 3       | Stany Zjednoczone | 33     |
| 4       | Izrael            | 33     |
| 5       | Węgry             | 32½    |
| 6       | Rosja             | 32     |
| 7       | Francja           | 32     |
| 8       | Ukraina           | 32     |
| 9       | Bułgaria          | 32     |
| 10      | Hiszpania         | 32     |
| 11      | Czechy            | 31     |
| 12      | Holandia          | 31     |
| 13      | Uzbekistan        | 31     |
| 14      | Gruzja            | 31     |
| 15      | Niemcy            | 31     |
| 16      | Kuba              | 30½    |
| 17      | Szwecja           | 30½    |
| 18      | Mołdawia          | 30½    |

| Miejsce | Kraj               | Punkty |
| ------- | ------------------ | ------ |
| 19      | Anglia             | 30½    |
| 20      | Dania              | 30     |
| 21      | Polska             | 30     |
| 22      | Grecja             | 30     |
| 23      | Słowenia           | 30     |
| 24      | Azerbejdżan        | 30     |
| 25      | Chorwacja          | 30     |
| 26      | Rumunia            | 30     |
| 27      | Szwajcaria         | 30     |
| 28      | Łotwa              | 30     |
| 29      | Australia          | 30     |
| 30      | Indie              | 29½    |
| 31      | Norwegia           | 29½    |
| 32      | Brazylia           | 29½    |
| 33      | Macedonia Północna | 29½    |
| 34      | Kanada             | 29½    |
| 35      | Włochy (I)         | 29½    |
| 36      | Białoruś           | 29     |

### Medaliści drużynowi
| Medale złote | Medale srebrne                                                                                       | Medale brązowe |
| Armenia 1. Lewon Aronian · 2. Wladimir Hakopian · 3. Karen Asrian · 4. Symbat Lyputian · 5. Gabriel Sarksjan · 6. Artaszes Minasjan · | Chiny 1. Bu Xiangzhi · 2. Zhang Zhong · 3. Zhang Pengxiang · 4. Wang Yue · 5. Ni Hua · 6. Zhao Jun · | Stany Zjednoczone 1. Gata Kamski · 2. Aleksandr Oniszczuk · 3. Hikaru Nakamura · 4. Ildar Ibragimow · 5. Grigorij Kajdanow · 6. Warużan Hakopian · |

### Medaliści za wyniki indywidualne
| Szachownica      | Złote                 | Srebrne         | Brązowe                 |
| I                | Tunveer Gillani       | Ewgeni Ermenkow | Hicham Hamdouchi        |
| II               | Josep Oms Pallise     | Brian Dew       | Eduardo Iturrizaga      |
| III              | Gustavo Larrea Llorca | Rafael Leitão   | Miguel Illescas Córdoba |
| IV               | Wang Yue              | Robert Zelčić   | Borys Awruch            |
| V                | Bashir Al-Qudaimi     | Karim Amir      | Laith Ali               |
| VI               | Richmond Phiri        | Ak Pg Mohd Omar | Hamidullah Haideri      |
| Wynik rankingowy | Władimir Kramnik      | Wang Yue        | Étienne Bacrot          |

### Wyniki reprezentantów Polski
| Zawodnicy                                                                                          | Punkty          | Partie         |
| -------------------------------------------------------------------------------------------------- | --------------- | -------------- |
| Bartosz Soćko Bartłomiej Macieja Robert Kempiński Mateusz Bartel Radosław Wojtaszek Paweł Czarnota | 5½ 3½ 2½ 5 9 4½ | 10 8 5 10 11 8 |

## Olimpiada szachowa kobiet
Wyniki końcowe (103 drużyny, system szwajcarski, 13 rund).
| Miejsce | Kraj              | Punkty |
| ------- | ----------------- | ------ |
| 1       | Ukraina           | 29½    |
| 2       | Rosja             | 28     |
| 3       | Chiny             | 27½    |
| 4       | Stany Zjednoczone | 24½    |
| 5       | Węgry             | 24½    |
| 6       | Gruzja            | 24½    |
| 7       | Holandia          | 24½    |
| 8       | Armenia           | 24     |
| 9       | Słowenia          | 24     |
| 10      | Czechy            | 24     |
| 11      | Niemcy            | 23½    |
| 12      | Indie             | 23     |
| 13      | Bułgaria          | 23     |
| 14      | Rumunia           | 23     |

| Miejsce | Kraj                | Punkty |
| ------- | ------------------- | ------ |
| 15      | Wietnam             | 23     |
| 16      | Kuba                | 23     |
| 17      | Łotwa               | 23     |
| 18      | Francja             | 22½    |
| 19      | Grecja              | 22½    |
| 20      | Polska              | 22½    |
| 21      | Białoruś            | 22½    |
| 22      | Słowacja            | 22½    |
| 23      | Litwa               | 22     |
| 24      | Turcja              | 22     |
| 25      | Serbia i Czarnogóra | 22     |
| 26      | Filipiny            | 22     |
| 27      | Iran                | 22     |
| 28      | Hiszpania           | 21½    |

### Medalistki drużynowe
| Medale złote                                                                            | Medale srebrne                                                                                              | Medale brązowe                                                 |
| Ukraina 1. Natalija Żukowa · 2. Kateryna Łahno · 3. Inna Haponenko · 4. Anna Uszenina · | Rosja 1. Aleksandra Kostieniuk · 2. Tatjana Kosincewa · 3. Nadieżda Kosincewa · 4. Jekatierina Kowalewska · | Chiny 1. Zhao Xue · 2. Wang Yu · 3. Shen Yang · 4. Hou Yifan · |

### Medalistki za wyniki indywidualne
| Szachownica      | Złote                 | Srebrne        | Brązowe                |
| I                | Lubow Żylcowa-Łysenko | Eman Mohammed  | Sarai Sánchez Castillo |
| II               | Fiona Steil-Antoni    | Kateryna Łahno | Tatjana Kosincewa      |
| III              | Nora Mohd Saleh       | Inna Haponenko | Lela Dżawachiszwili    |
| IV               | Tatiana Berlin        | Hou Yifan      | Rahal Mawadda          |
| Wynik rankingowy | Natalija Żukowa       | Zhao Xue       | Tatjana Kosincewa      |

### Wyniki reprezentantek Polski
| Zawodniczki                                                        | Punkty     | Partie    |
| ------------------------------------------------------------------ | ---------- | --------- |
| Iweta Radziewicz Jolanta Zawadzka Marta Przeździecka Joanna Majdan | 5½ 4½ 6½ 6 | 11 9 10 9 |